# Kościół Podwyższenia Krzyża Świętego w Słowinie
Kościół Podwyższenia Krzyża Świętego – neoromańska świątynia rzymskokatolicka we wsi Słowino. Siedziba parafii Podwyższenia Krzyża Świętego należącej do dekanatu Darłowo, diecezji koszalińsko-kołobrzeskiej, metropolii szczecińsko-kamieńskiej.
Kościół został zbudowany w XIX wieku. Został przebudowany w 1887 wskutek pożaru.
Wysokość wieży wynosi 42 m.